# Jennifer Gadirova
Jennifer Gadirova (Dublino, 3 ottobre 2004) è una ginnasta britannica, vincitrice della medaglia di bronzo con la squadra alle Olimpiadi di Tokyo 2020.
Di origini azere, è sorella gemella della ginnasta Jessica Gadirova.

## Carriera junior

### 2019
A giugno partecipa ai Mondiali Juniores. La squadra britannica conclude la finale a squadre al sesto posto, mentre Gadirova termina settima nell'all around. Nelle finali ad attrezzo vince la medaglia d'argento al volteggio (col punteggio di 14,133), mentre termina sesta alla trave (13,133) e quarta al corpo libero (13,266).

## Carriera senior

### 2020
Nel 2020 Gadirova è passata alla categoria senior. Il 7 marzo ha partecipato all'American Cup (tappa di coppa del mondo qualificante per le Olimpiadi). A causa di una caduta termina la gara al quarto posto, pur avendo ottenuto i punteggi più alti al volteggio (14,566), al corpo libero (13,700) e il secondo più alto alla trave (13,933).

### 2021: il bronzo olimpico con la Gran Bretagna
Viene scelta per partecipare alle Olimpiadi di Tokyo insieme a Amelie Morgan, Jessica Gadirova e Alice Kinsella.
Il 25 luglio prende parte alle qualificazioni, tramite le quali la nazionale britannica accede alla finale a squadre, mentre individualmente Gadirova si qualifica per la finale all-around.
Il 27 luglio la squadra britannica vince la medaglia di bronzo dietro al Comitato Olimpico Russo e agli Stati Uniti, salendo per la prima volta sul podio dalle Olimpiadi del 1928.
Il 29 luglio partecipa alla finale all-around concludendo la gara al 13º posto.
Il 2 agosto partecipa alla finale al corpo libero in seguito al ritiro di Simone Biles, classificandosi al settimo posto.

### 2022
A marzo partecipa ai Campionati britannici, dove vince un oro (trave), un argento (corpo libero) e due bronzi (all around e parallele). A giugno viene selezionata per rappresentare la Gran Bretagna ai Campionati europei, che si terranno a Monaco dall'11 al 14 agosto.